# Гюбі
Гюбі (нім. Güby), також Гюбю (дан. Gyby) — громада в Німеччині, розташована в землі Шлезвіг-Гольштейн. Входить до складу району Рендсбург-Екернферде. Складова частина об'єднання громад Шляй-Остзее.
Площа — 11,89 км2. Населення становить 752 ос. (станом на 31 грудня 2020).